# 동갈치
동갈치는 동갈치과에 속하며 학명은 Strongylura anastomella이다. 몸길이 1m 정도이고 꽁치와 비슷하고 몸빛은 등쪽이 짙은 녹청색, 옆구리와 배쪽은 은백색이며, 뼈의 빛깔은 청록색이다. 입은 매우 길어 눈에서 꼬리까지 길이의 약 1/4에 해당된다. 산란기는 5월경이며 난막(卵膜)에 약 20여 개의 가느다란 실이 흩어져 있으며, 알은 이 가느다란 실로 해조류 등에 붙어 있다. 차가운 바다의 표층에 살며, 작은 물고기를 잡아먹는데, 때로는 먹이인 작은 물고기를 따라 내만에 들어오기도 한다.